# Суднобудівна промисловість України
Суднобудівна промисловість України — галузь машинобудування України, підприємства якої будують і ремонтують судна усіх типів (вантажні, пасажирські, рибопром., військ. тощо) та інші плавучі споруди.

## Історія

### Часи козаччини

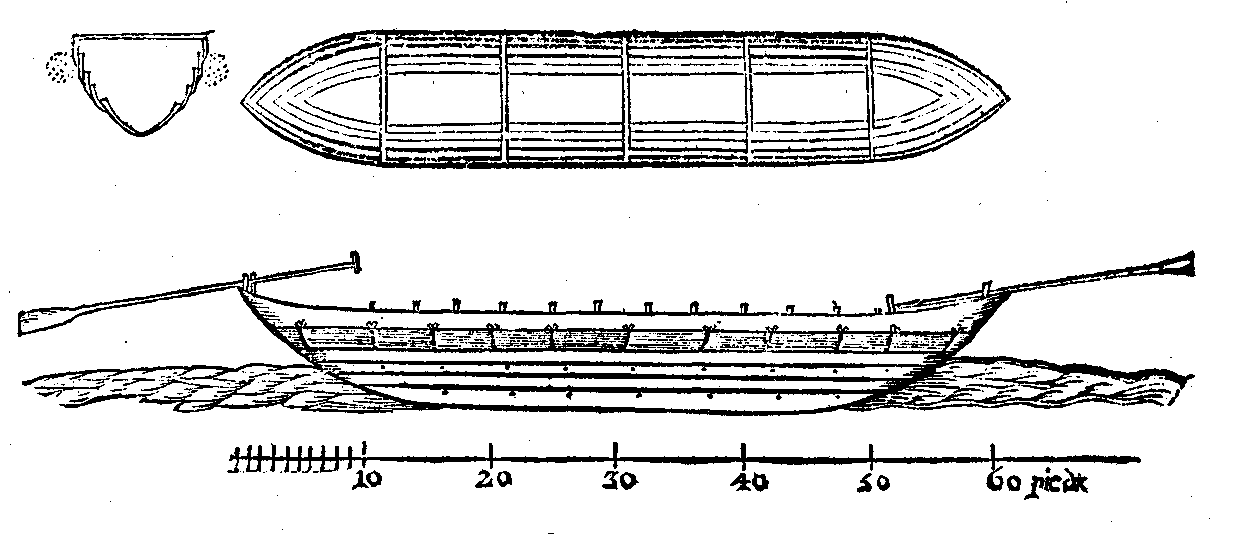
Ілюстрація «чайки» запорозьких козаків з книжки Ґійома Левассер де Боплана 1660 р.

Українське суднобудування активно почало розвиватися в часи козаччини, коли запорозькі козаки почали здійснювати морські походи. Будувалися як малі човни — чайки, так і великі одномачтові кораблі. Оскільки море контролювалося Османською імперією, то суднобудування розвивалося в районі дніпровських плавнів біля самарських лісів, які були основним джерелом постачання деревини.

### Дорадянські часи

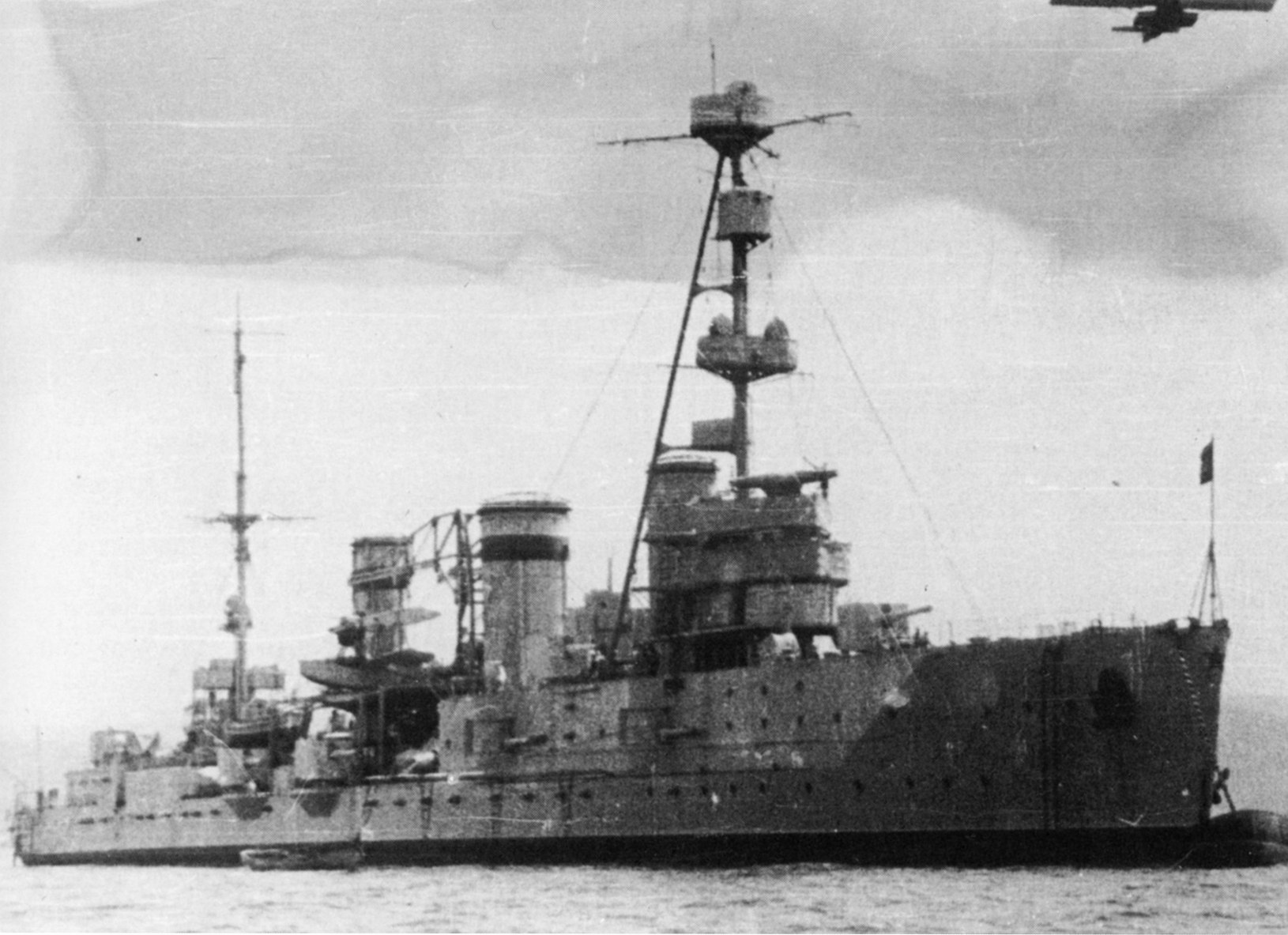
крейсер «Гетьман Богдан Хмельницький»

В Україні першу суднобудівельну верф для будування військових суден споруджено у 1788 році в Миколаєві. У 1862 році у Києві засновано машинобудівне підприємство, яке пізніше перетворено на суднобудівний завод. У 1895—1897 роках збудовано два суднобудівних заводи у Миколаєві. Всього в Україні 1913 року діяло 7 суднобудівельних і судноремонтних підприємств (у Миколаєві, Херсоні, Одесі та ін.), крім того, у Таганрозі й Новоросійську.
Вага суднобудування України в Російській імперії була незначна (13 %). Суднобудування в Україні розвинулося у 1920—1930-х pp.; у 1928—1929 роках воно давало 14 % продукції всього машинобудування, а його вага в СРСР збільшилася. Побудовано ряд нових заводів і реконструйовано старі; після Другої світової війни вдруге відбулася відбудова і реконструкція зруйнованих заводів і побудова нових.

### Період УРСР

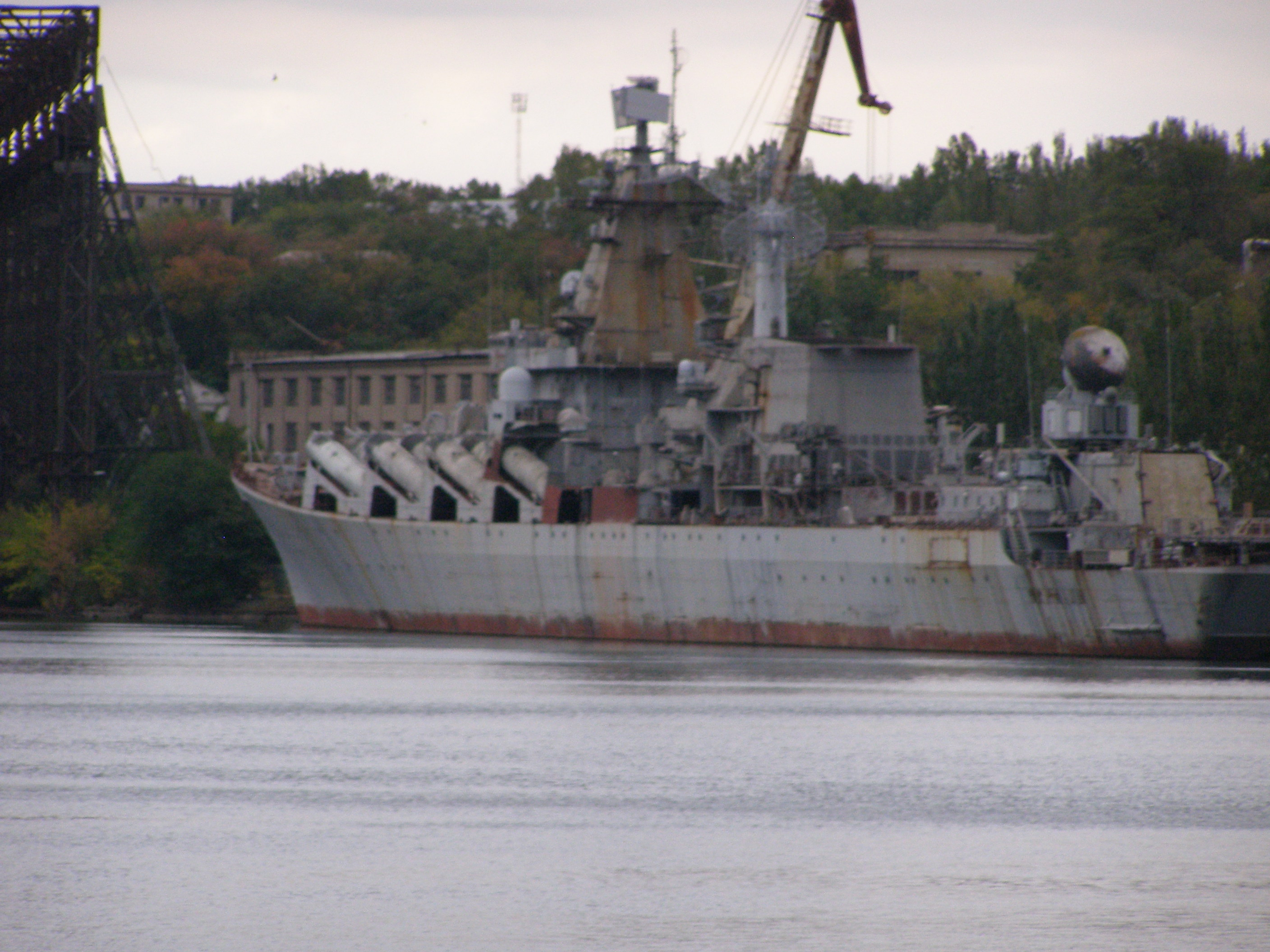
ракетний крейсер «Україна»

В УРСР основні підприємства суднобудівної промисловості були розташовані у Миколаєві, Одесі, Херсоні, Києві; менші (переважно судноремонтні) у Севастополі, Жданові, Керчі, а за межами УРСР — у Таганрозі, Новоросійському, Туапсе; річкові судноремонтні у Запоріжжі, Дніпропетровську, Кілії, Чорнобилі тощо.
Найбільші заводи:
- Чорноморський суднобудівний завод у Миколаєві, виник 1907 з об'єднання двох суднобудів. зав. (збудованих 1895—1897), випускає океанські судна, танкери, суховантажні судна, дизельелектроходи (до 1914 року на ньому збудовано серед ін. перший у світі підводний мінний загороджувальний «Краб», перші в Рос. Імперії турбінні міноносці; 1957 p;— 61 китобійні бази «Радянська Україна» і «Советская Россия», з водотоннажем понад 20 000 т кожна, науково-дослідне судно «Академік Сергій Корольов», газотурбохід «Паризька Комуна» та ін.);
- Херсонський суднобудівний завод, збудований у 1951—1953 роках, випускає океанські судна, а також річкові катери, теплоходи тощо;
- Київський суднобудівний завод «Ленінська кузня», заснований 1862 року як машинобудівне підприємство, з 1913 року (переважно після 1945 року) перетворений на суднобудівний завод, випускає річкові судна, середні морські рибальські траулери тощо.

Статистика суднобудування в СРСР не оприлюднювалася, немає також інформації про будову військових кораблів на суднобудівних заводів України. Є припущення, що до 1941 року на заводах України випускалося щороку 15—20 військових кораблів (до 1914 року суднобудування України випускало переважно військові судна; на миколаївських заводах станом на 1914 року працювало на військовому суднобудівництві 8300 осіб).

### Незалежна Україна

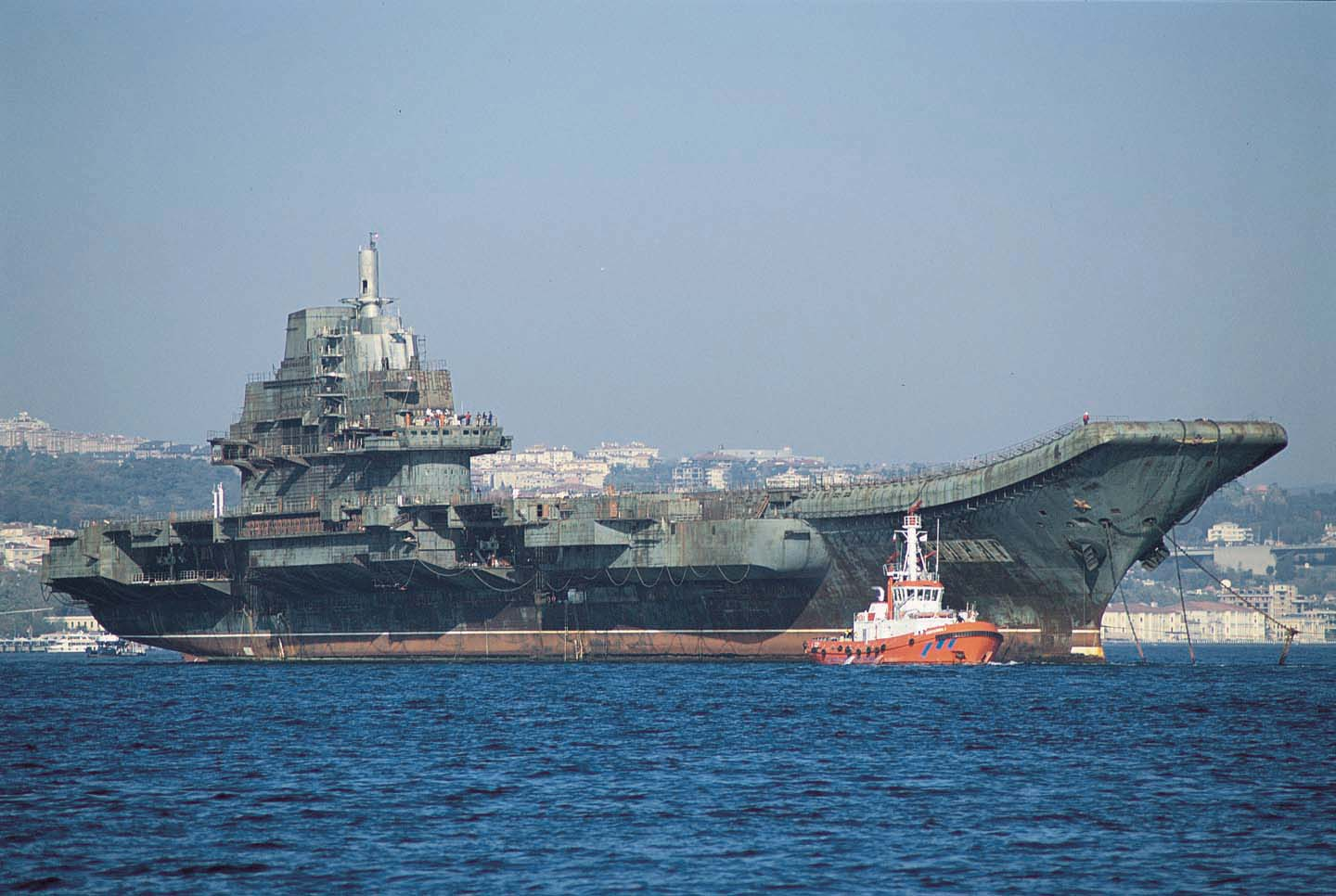
ТАКР «Варяг» у 2001 році

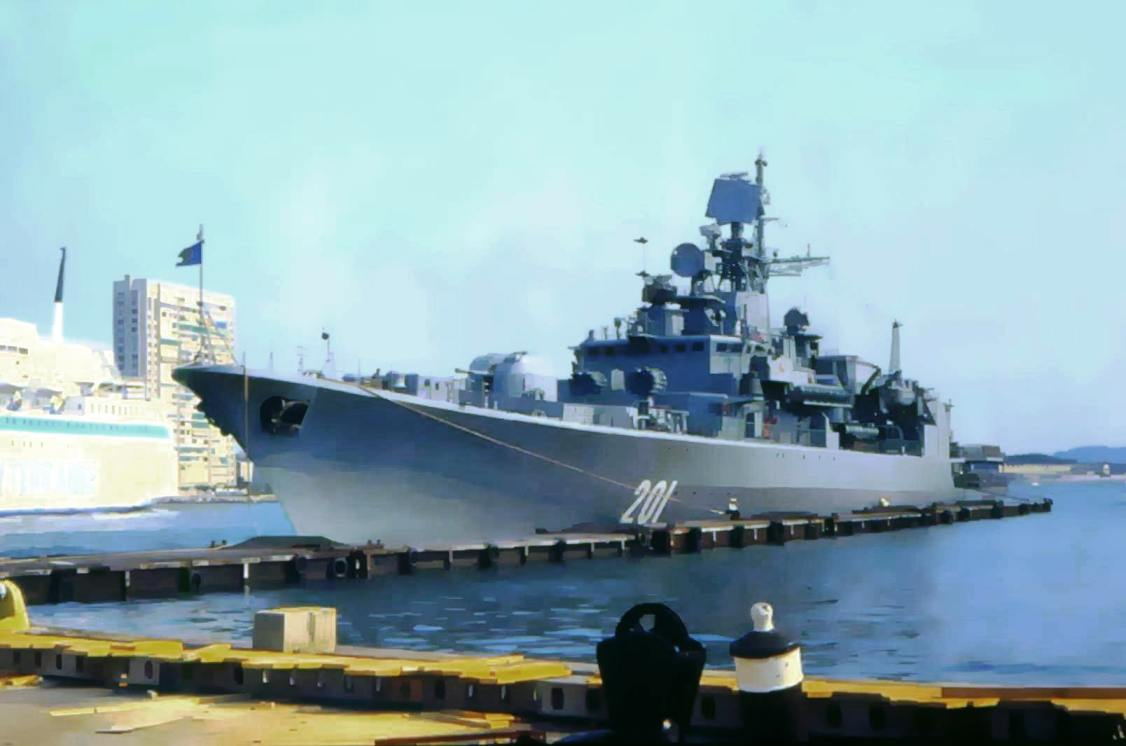
Фрегат «Гетьман Сагайдачний», флагманський корабель ВМС України

Тепер в Україні будують судна різних типів, серед ін.: суховантажні, наливні танкери, китобійні бази, морозильні риболовні траулери, приймально-транспортні, рефрижератори, лісовози, сейморозвідувальні, пасажирські судна на підводних крилах, вантажнопасажирські та ін.; значно збільшено будову військ. суден. Крім суднобудів., діють судноремонтні підприємства.
У першому півріччі 2002 р. заводи Укрсудпрому випустили продукції на суму 270 млн гривень (51 млн $), що на 14,8 % більше, ніж за аналогічний період минулого року.
Поліпшення ситуації в суднобудівельній галузі багато в чому пов'язане з її структурною перебудовою. У відкриті акціонерні товариства перетворено переважну більшість підприємств. Від заводів відокремилися непрофільні виробництва і перетворилися в самостійні господарські суб'єкти. Заводи позбавилися соціальної сфери, яка вимагала значних витрат на утримання.
Сприятливим чинником стала кооперація ряду українських заводів, що налагодилася, з європейськими суднобудівниками: у Україні будують корпуси суден, а добудовують їх в Європі. Завдяки такій схемі замовлення на будівництво корпусів судів різних типів сьогодні мають «Damen Shipyards Okean», суднобудівельні заводи «Затока» (Керч), «Ленінська кузня» (Київ), Київський і Кілійській суднобудівно-судоремонтні заводи.
Проте чимало проблем залишається. На ряді підприємств продовжується будівництво суден за раніше укладеними збитковими контрактами. Заводи зазнають величезних труднощів з отриманням кредитів для модернізації виробництва, з браком оборотних коштів, із завантаженням потужностей.
У 2006 р. обсяги виробництва суднобудівних підприємств України досягли 2303 млн грн., при цьому зростання виробництва відносно 2005 р. склало 11,1 %. Портфель замовлень на 2007 р. становить 42 судна на суму 248 млн дол., зокрема 14 повнокомплектних на суму 156 млн дол. (для порівняння: у 2006 р. портфель замовлень становив 52 одиниці на суму 329,7 млн дол.).
Загалом за 2000—2006 рр. в суднобудуванні України намітилися позитивні тенденції. Як свідчать дані, впродовж 2006 р. суднобудівними заводами було побудовано та передано замовникам 26 суден і плавзасобів, дедвейтом 206,9 тис. т, на суму 135 $ млн, у тому числі на експорт — 99,6 млн $, на внутрішній ринок — 35,9 млн $.

#### Після російського вторгнення
Асоціація «Укрсудпром» зробила аналіз ситуації в галузі за 2017 рік, який свідчить, що починаючи з 2016 року, українське суднобудування подолало процес стагнації та почалося поступове зростання виробництва. Зокрема продукція суднобудування у 2017 році зросла вдвічі порівняно з 2016 роком. Зрозуміло, що таке значне підвищення обумовлене ефектом низької бази і поки що зарано говорити про будь-яку усталену позитивну динаміку. Але отримані дані — це явний привід для надії та оптимізму.
23 травня 2018 року Президент підписав зміни до Митного кодексу, спрямовані на підтримку та розвиток вітчизняного суднобудування. Закон, зокрема збільшує до 730 днів максимальний загальний термін безмитного ввезення імпортної продукції для її переробки на митній території України. Це створить додаткові можливості для розвитку вітчизняної суднобудівної та судноремонтної галузі, зростання її конкурентоспроможності на зовнішньому ринку. Очікується, що Закон сприятиме розвитку водного транспорту України, суднобудівної та судноремонтної галузі та створенню нових робочих міць, внаслідок збільшення кількості замовлень на суднобудування та судноремонт.
На міжнародній виставці KADEX-2018, яка завершилася 26 травня в Астані (Казахстан), на стенді ДК «Укроборонпром» представили проєкт модернізації ракетно-артилерійських катерів пр. 250 типу «Барс». Вони були побудовані в 2012—2017 рр. на казахському АТ «Уральський завод “Зеніт”» за участі України.
Господарський суд Миколаївської області 3 липня 2018 року визнав банкрутом Публічне акціонерне товариство «Чорноморський суднобудівний завод».
Державна установа «Укргідрографія» запланувала на 2019 рік будівництво нового гідрографічного судна орієнтовною вартістю близько 110 млн грн. На судні передбачається встановити економічний енергетичний комплекс. Витрати на утримання нового судна в порівнянні з витратами на діяльність наявного судна ГС-82 зменшаться приблизно на 30—40 %. На 2018 рік на балансі «Держгідрографії» перебувають 65 суден. Їх середній вік — 36 років. Гідрографічних лоцмейстерских суден морського класу, які обладнані підйомним пристроєм для роботи з буями, в установі вісім одиниць, а здатних піднімати вантажі більше 3 тонн, тільки одне, яке було побудовано у 1968 році.
Єдиний в українському флоті криголам «Капітан Білоусов» був поставлений Адміністрацією морських портів України на ремонт у плавучому доку. Криголам здійснює проводку караванів суден в умовах зимової навігації на Азовському морі.
У жовтні 2018 року стало відомо, що Херсонський державний завод «Палада» почне випуск малих пасажирських суден для річкових перевезень. На жовтень 2018 конструктори підприємства завершували роботу над запланованим до випуску судна на 45 пасажирських місць. Орієнтовна вартість «річкового трамвайчика» складе близько 3,5 млн грн. Активізація судноплавства річками України потребує значного оновлення рухомого складу, при чому, як вантажного, так і пасажирського. Останнє пасажирське річкове судно зійшло зі стапеля українських підприємств ще на початку 1990-х років.
У жовтні 2018 року ДПЦК виконав та успішно захистив дві науково-дослідні роботи — «Опрацювання можливості створення корабля протимінної оборони. Обґрунтування вибору тактико-технічних характеристик», шифр «Бурштин», та «Мобільний вимірювальний комплекс», шифр «Октагон». Роботи виконані в інтересах до відповідних планів розвитку ВМС України.
У травні 2019 року в рамках підготовки до створення Миколаївського суднобудівного кластеру обговорили створення навчального центру нового типу з підготовки судноскладальників та зварювальників для спільної користі підприємств кластеру. Планується створення високотехнологічного навчального цеху, насиченого сучасним обладнанням — машинами теплового різання з ЧПК, гибочними вальцями, кран-балками, зварювальним обладнанням, що дозволить не просто готувати фахівця високого рівня, а підняти сам процес підготовки на новий рівень — повністю моделювати в навчальному процесі технологію роботи бригад по складанню суднових секцій. Таким чином кваліфікація підготовлених складальників та зварювальників буде відповідати потребам ринку. Під створення цього навчального центру залучаються гранти та інвестиції під егідою ЄБРР.
18 травня 2019 року було спущене на воду перший самохідний перевантажувач проєкту П-140 Nibulon Max. Це перше судно таких розмірів, яке будується на заводі «Нібулон», і найдовше кранове судно класу «ріка-море» за останні 25 років, побудоване в України.
У травні 2019 року КБ «Гранд Інжиніринг» завершило проєкт нового гідрографічного судна проєкту 50421. Попередній флагман ДУ «Держгідрографія» пр. 54020 «Одеса» був побудований у 2007 році і залишився в окупованому Криму. Як і на попереднику, головним робочим інструментом новобудови стане гідравлічний кран «Palfinger», встановлений на верхній палубі.
Загальні обсяги реалізованої продукції суднобудівних підприємств України у 2018 році становили майже 3 млрд грн. Це на 32 % більше ніж у 2017 році. У той же час послуг з судноремонту виконано на 501 млн грн, що на 47 % більше ніж у попередньому році. Відрахування до бюджетів всіх рівнів зросли на 24 % та становили близько 952 млн.грн. Прибутковими були майже всі підприємства.
Кількість зайнятих в суднобудуванні/судноремонті зросла на 442 особи. Всього, на суднобудівних підприємствах працює понад 5000 осіб. Середня мінімальна зарплата на підприємствах становила 5000 ₴, а максимальна — 19 400 ₴.
Трійку лідерів галузі становлять ССЗ «Нібулон», ПрАТ «Завод “Кузня на Рибальський”», та ТОВ «Смарт Мерітайм груп».

## Підприємства
За видом виконуваних робіт і виробництв, що є на підприємстві розрізняють:
1. Суднобудівні підприємства, що включають стапельні та судомонтажні цехи, відносяться до судосборочих верфей. Підприємства цього типу отримують готові модулі, виготовлені на інших підприємствах, і займаються виключно збіркою та монтажем цих модулів на своїх стапелях, в доках, елінгах.
2. Суднобудівні верфі є більш розширеним виробництвом, включаючи цехи від корпусообробчого до монтажного. На підприємствах, що відносяться до такого типу, є різноманітне устаткування для металообробки, зварки вузлів та секцій судна, електромонтажне устаткування і т. д., що дозволяє максимально сконцентрувати технологічний процес виробництва судна на одному майданчику. Суднобудівна верф здійснює споруду корпусів і їх насичення, а також монтаж механізмів та устаткування, які отримуються від контрагентів.
3. Суднобудівні заводи — підприємства, що включають в свій склад крім цехів суднобудівної верфі цехи машинобудівної частини. Суднобудівні заводи окрім суден випускають також і машинобудівну продукцію.

### Суднобудівні й судноремонтні заводи
- UMS Boat (м. Київ)
- Завод «Кузня на Рибальському» (м. Київ)
- Київський суднобудівно-судноремонтний завод (м. Київ)
- Суднобудівна верф «Оріон» (м. Черкаси)
- Запорізький суднобудівний-судноремонтний завод (м. Запоріжжя)
- Азовський судноремонтний завод (м. Маріуполь)
- Судноверф «Україна» (м. Одеса)
- Ізмаїльський судноремонтний завод (м. Ізмаїл)
- Іллічівський судноремонтний завод (м. Чорноморськ)
- Суднобудівна верф «Меридіан» (м. Миколаїв)
- Суднобудівна верф «Флагман» (м. Миколаїв)[15]
- Яхт-верф «Навігаль» ЛТД (м. Миколаїв)[16]
- Smart Maritime Group (м. Миколаїв)
  - Чорноморський суднобудівний завод (м. Миколаїв)
  - Херсонський суднобудівний завод (м. Херсон)
- Миколаївський суднобудівний завод «Океан» (м. Миколаїв)
- Миколаївський суднобудівний завод (м. Миколаїв)
- Очаківська верф (м. Очаків)[17]
- Суднобудівно-судноремонтний завод «Нібулон» (м. Миколаїв)
- Суднобудівна верф «Артіль» (Артіль-Суднобудування) (м. Миколаїв)[18][19]
- Чорноморська яхтова верф (м. Миколаїв)
- Кілійський суднобудівно-судноремонтний завод (м. Кілія)
- Херсонський суднобудівно-судноремонтний завод (м. Херсон)
- Херсонський державний завод «Палада» (м. Херсон)
- Фіолент (м. Сімферополь)
- Суднобудівний завод «Затока» (м. Керч)
- Керченський судноремонтний завод
- Море (м. Феодосія)
- Конструкторсько-технологічне бюро «Суднокомпозит» (м. Феодосія)
- Севастопольський морський завод (м. Севастополь)
- Судноремонтний завод «Південний» (м. Севастополь)

### Проєктні підприємства
- Дослідно-проєктний центр кораблебудування (м. Миколаїв)
- Центральне конструкторське бюро «Смарагд» (м. Херсон)
- Центральне конструкторське бюро «Чорноморець» (м. Севастополь)
- Центральне конструкторське бюро «Шхуна» (м. Київ)
- Центральне конструкторське бюро «Корал»[20][21] (м. Севастополь)
- Морське інженерне бюро (м. Одеса)
- Zaliv Ship Design[22] (м. Миколаїв)
- КБ «Шторм» (м. Київ)
- ПКБ Marine Design Engineering Mykolayiv[23]
- КБ «Grand Engineering»[24]
- Асаба Дизайн Центр (м. Миколаїв)

### Виробники двигунів
- Зоря — Машпроєкт (м. Миколаїв)

### Історичні
- Державний Миколаївський ремонтний і корабельно-будівельний завод Морського відомства (м. Миколаїв)
- Лазарєвське адміралтейство (м. Севастополь)

## Експортний потенціал
Українська суднобудівна галузь має серйозний експортний потенціал, який впливає на розвиток вітчизняної економіки. Водночас в країні внаслідок браку коштів, як з державного бюджету, так і власних коштів підприємств, спостерігається недостатність відповідних досліджень, відсутність узгодженої співпраці науково-дослідних і проєктних організацій та підприємств галузі, що негативно впливає на конкурентоспроможність і якість вироблюваної вітчизняними підприємствами продукції.

## Галузеві ЗМІ
ЗМІ в суднобудівній та судноремонтній галузі висвітлюють сьогодення підприємств та заводів, пов'язаних з будівництвом та ремонтом суден.
- Журнал «Суднобудування та судноремонт»
- Миколаїв місто корабелів — блог